# Hypsibarbus wetmorei

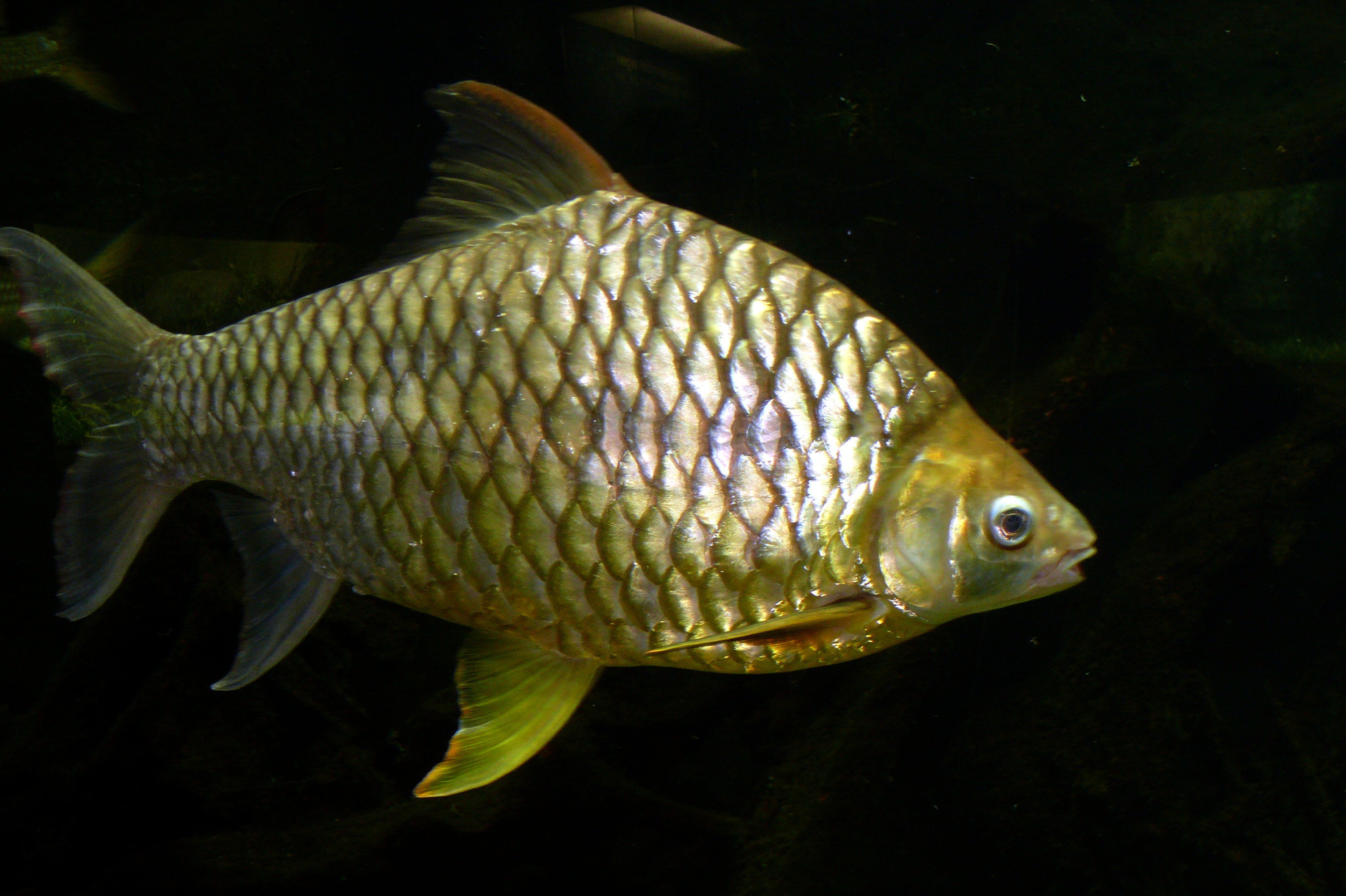
Hypsibarbus wetmorei

Hypsibarbus wetmorei ist ein mittelgroßer Karpfenfisch aus Südostasien. In Kambodscha heißt sie Trey Chhpin Krahorn, in Laos Pa Pak Gohm, in China 达氏无须魮 (dashi wuxubi), in Thailand Pla Ta Pak (ปลาตะพาก), und Cá Mè Vinh in Vietnam. Die Wortbedeutung Hypsibarbus entstammt dem Altgriechischen: hypsi – hoch und barbus von Bart.

## Unterarten
Es werden zwei Unterarten unterschieden: Hypsibarbus wetmorei ssp. wetmorei im Einzugsbereich des Mekong, Mae NamChao Phraya und Mae Nam Mae Khlong und Hypsibarbus wetmorei ssp. tweediei auf der Malaiischen Halbinsel.

## Vorkommen
Die Art kommt in Indochina im Flusssystem des Mae Nam Mae Klong, Mekong und Mae Nam Chao Phraya vor. Sie lebt weit verbreitet in Kambodscha (zum Beispiel im Mae Nam Tapi), Laos, Thailand und Vietnam. Außerdem auf der Malaiischen Halbinsel in Malaysia (zum Beispiel im Sungai Pahang).

## Beschreibung
Hypsibarbus wetmorei hat einen langgestreckten und kompakten Körper und ähnelt vom Habitus und seiner Erscheinungsform dem Karpfen. Die Flossen sind teilweise rötlich bis orange gefärbt. Jungfische sind silberfarben und prägen ihre typische rötlich-braune Färbung erst im Adultstadium aus.
Ihre Flossenformel lautet Dorsale 8, Anale 5.
Der bislang größte mit der Angel gefangene Fisch wog 1,70 Kilogramm bei einer Länge von 40 Zentimetern und wurde 2005 im Kaempeng Sen Lake, Thailand gefangen. Auf der Malaiischen Halbinsel wurde sogar ein sechs Kilogramm schweres Exemplar erbeutet.

## Lebensweise
Wetmors Barbe lebt bentopelagisch in tropischen Gewässern mit 22 bis 25 °C Wassertemperatur. Sie kommt in Schwärmen im Mittelwasser oder am Grund mittelgroßer bis großer Waldflüsse vor. Sie bevorzugt Gewässer mit starkem Pflanzenbewuchs am Ufer und meidet stehendes Wasser. Hypsibarbus wetmorei zeigt kein ausgeprägtes Wanderverhalten, bewegt sich bei Hochwasser flussaufwärts. Hypsibarbus wetmorei ernährt sich von Insektenlarven, Krebstieren, Schnecken, sowie Blüten und Früchten der Überschwemmungswälder.

## Wirtschaftliche Bedeutung
Bislang ist es noch nicht gelungen, Hypsibarbus wetmorei dauerhaft in Teichen zu halten. Sie werden unter anderem mit Kiemennetzen gefangen. Wetmors Barbe wird auf lokalen Märkten als Frischfisch verkauft. Die Art hat als Aquarienfisch eine gewisse Bedeutung.

## Gefährdungssituation
Obwohl der Bestand leicht zurückgegangen ist, gehört Hypsibarbus wetmorei noch nicht zu den gefährdeten Arten. Ihr Status ist „Least Concern“. Bedrohungen sind der Bau von Staudämmen, Überfischung, Gewässerverschmutzung durch Agrochemikalien und das Abholzen und Entfernen von Vegetation im Uferbereich.